# 南端
南端（South End）是马萨诸塞州波士顿的社区。它毗邻后湾、波士顿唐人街和Roxbury。它与维多利亚风格的房屋和该地区及周边的许多公园区别于其他街区。南端是该国最大的完整维多利亚式排屋区，占地超过300英亩。 南端有十一个住宅公园。1973年，南端被列入国家史迹名录。 南端的建设始于1849年，当时该社区建在潮汐沼泽上。